# Nadezjda Aleksejevna Stenbock-Fermor
Nadezjda Aleksejevna Stenbock-Fermor, född 1815, död 1897, var en rysk entreprenör.
Hon var dotter och arvtagare till gruvmagnaten Savva Yakovlevitj Yakovlev. 
Hon ärvde 1849 sin fars gruvor och åtta metallurgiska anläggningar i Perm-provinsen i Ural. Hennes arv gjorde henne till en av Rysslands rikaste kvinnor under 1800-talet. Hon skötte dessutom sina affärer personligen: sedan hon 1852 blivit änka gjorde hon det ensam. 